# Weifang
Weifang (cinese semplificato: 潍坊; cinese tradizionale: 潍坊; pinyin: Wéifāng) è una città-prefettura sita nella provincia dello Shandong centrale, Cina. Confina con Dongying a nord-ovest, Zibo a ovest, Linyi a sud-ovest, Rizhao a sud, Qingdao ad est, e si affaccia sulla baia di Laizhou a nord.
Weifang è la capitale mondiale degli aquiloni.

## Amministrazione
La prefettura della città di Weifang amministra 12 divisioni, di cui 4 distretti, 6 città-contea e 2 contee.
- Distretto di Weicheng (潍城区)
- Distretto di Kuiwen (奎文区)
- Distretto di Fangzi (坊子区)
- Distretto di Hanting (寒亭区)
- Qingzhou (青州市)
- Zhucheng (诸城市)
- Shouguang (寿光市)
- Anqiu (安丘市)
- Gaomi (高密市)
- Changyi (昌邑市)
- Contea di Changle (昌乐县)
- Contea di Linqu (临朐县)

### Gemellaggi
- Sarnico